# 中井毅
中井 毅（なかい つよし、1954年3月10日 - ）は、福岡県生まれの経産官僚、実業家、国際経営学者。米国、中国、フランスなどで勤務。

## 学歴
- 1969年 福岡教育大学附属福岡中学校卒業
- 1972年 福岡県立福岡高等学校卒業
- 1975年 国家公務員上級職試験経済職合格[1]
- 1976年 慶應義塾大学経済学部卒業
- 1982年 米国フレッチャースクール(法律外交大学院)卒業
- 2005年〜2008年 INSEAD(仏ビジネススクール)経営客員教授

## 略歴
慶大卒業後の1976年に旧通商産業省に入省。
仏国経済協力開発機構(OECD)貿易企画官、通商政策企画官、中小企業庁調査課長、工業技術院国際研究協力課長、資源エネルギー庁企画調整課長等歴任。96年新エネルギー・産業技術総合開発機構(NEDO)の初代中国首席代表・北京事務所長に就任。1999年通商産業省経済協力課長。2000年日本貿易振興機構(JETRO)企画部長。2002年経済産業省経済産業研修担当次長。
2003年、日本貿易振興機構(JETRO)欧州調整センター・パリセンター所長。
2003年パリ在任中に日仏ビジネスアライアンスの促進、映画・コンテンツなどの日本ブランド支援、さらに、伝統的日本食・和食のフランスにおける振興対策に取り組む。
2008年石油天然ガス・金属鉱物資源機構参与を経て、2010年に富士重工業(スバル)の海外営業担当執行役員に就任。その後、渉外・法務・監査担当の役員を歴任。米国加州ゼロエミッションビークル規制交渉、防衛ヘリ訴訟、コンプライアンス強化を行う。
2014年に(一財)JCCP国際石油・ガス・持続可能エネルギー協力機関に赴任し、代表執行理事（2015年ー2016年）代表常勤理事としてCEO/専務理事を務める。産油・産ガス国政府・企業の人材育成、女性育成、技術についての協力を進め、石油・ガス分野に加え、新たに持続可能エネルギーへ取り組む。
慶應義塾連合 三田会理事/常議員、東京キワニスクラブ会長(2020-2021年)、石油学会理事、日本-アブダビ女性キャリア開発友好委員会ボードメンバー、福岡高等学校ラグビーOBOG会東京代表/副会長。

## 叙勲・栄誉 など
- 2017年 ABLF (アジアビジネスリーダーズフォーラム) Business Courage Award をナヒヤンアラブ首長国連邦皇太子から受章[4][5]
- 2013年 - 国家功労勲章オフィシエ (フランス)[6]
- 1972年　第51回全国高等学校ラグビー大会銅メダル

## 家族
- 妻 - 元フランス政府シニアオフィシャル

## 著作
- 『VWの失敗とエコカー戦争』(2015年)
- 『エネルギーリスク時代の中国- 海と陸のエネルギーロード』(2000年)
- 『鉱害法の解説 - 公・私法分野への多面的アプローチ』(1980年)